# ゴマノハグサ
ゴマノハグサ（胡麻の葉草、学名：Scrophularia buergeriana ）は、ゴマノハグサ科ゴマノハグサ属の多年草。

## 特徴
地下の根は一部が紡錘形に肥大する。茎はやや堅く、角ばった稜が4つあって四角になり、直立して高さ90-150cmになる。葉は対生し、長さ1-2cmの葉柄があり、葉身はやや厚く、卵形で、長さ6-8cm、幅3-4cmになる。葉の先端はとがり、縁にはややとがった鋸歯が多数ある。
花期は7-8月。茎先に長さ20-40cmになる細長い総状花序を作り、多くの花をやや密につける。小花柄は短く長さ2-3mmになり、花柄とともに細かな腺毛がやや密に生える。小花柄が短いため穂状花序に見える。萼は5つに深く裂け、萼裂片は三角状卵形で先はやや鈍くとがる。花冠の色は日本産の本属の花冠が暗赤紫色系か淡黄緑色で紫褐色を帯びるが、本種は黄緑色。花冠の長さは6-7mmになり、ふくらんだ壺形で、先は唇形になって5裂し、上唇は2裂、下唇は3裂し、上唇が長く下唇は反り返る。雄蕊は4個あって花冠下唇側につき、その上にへら状の仮雄蕊が1個ある。雌蕊先熟で、花が開くと花柱が花冠の外に伸び、受粉して下垂する。果実は、長さ5mmになる卵形の蒴果になり、胞間裂開する。種子は楕円形でごく小さい。

## 分布と生育環境
日本では、本州の関東地方南部・中部地方・中国地方、九州に分布し、やや湿り気にある草地、草原などに生育する。国外では、朝鮮半島、中国大陸北部・東北部に分布する。

## 名前の由来
和名のゴマノハグサは「胡麻の葉草」の意であるが、牧野富太郎は「葉の形がゴマ（ゴマ科）の葉に似るのでいうというが、実際には似ていない。」という。また、種小名 buergeriana は、ドイツ人で日本植物の採集家ハインリヒ・ビュルゲル (Heinrich Bürger, 1804-1858) への献名である。

## 利用
根を乾燥させたものを漢方薬で玄参（ゲンジン）といい、のどの病気に薬にするというが、ゴマノハグサの中国名は、北玄參という。真正の玄参は、同属のオオヒナノウスツボに近いScrophularia ningpoensis Hemsl.（中国名、玄參）の根をいう。

## 種の保全状況評価
絶滅危惧II類 (VU)（環境省レッドリスト）
（2017年、環境省）

## ギャラリー

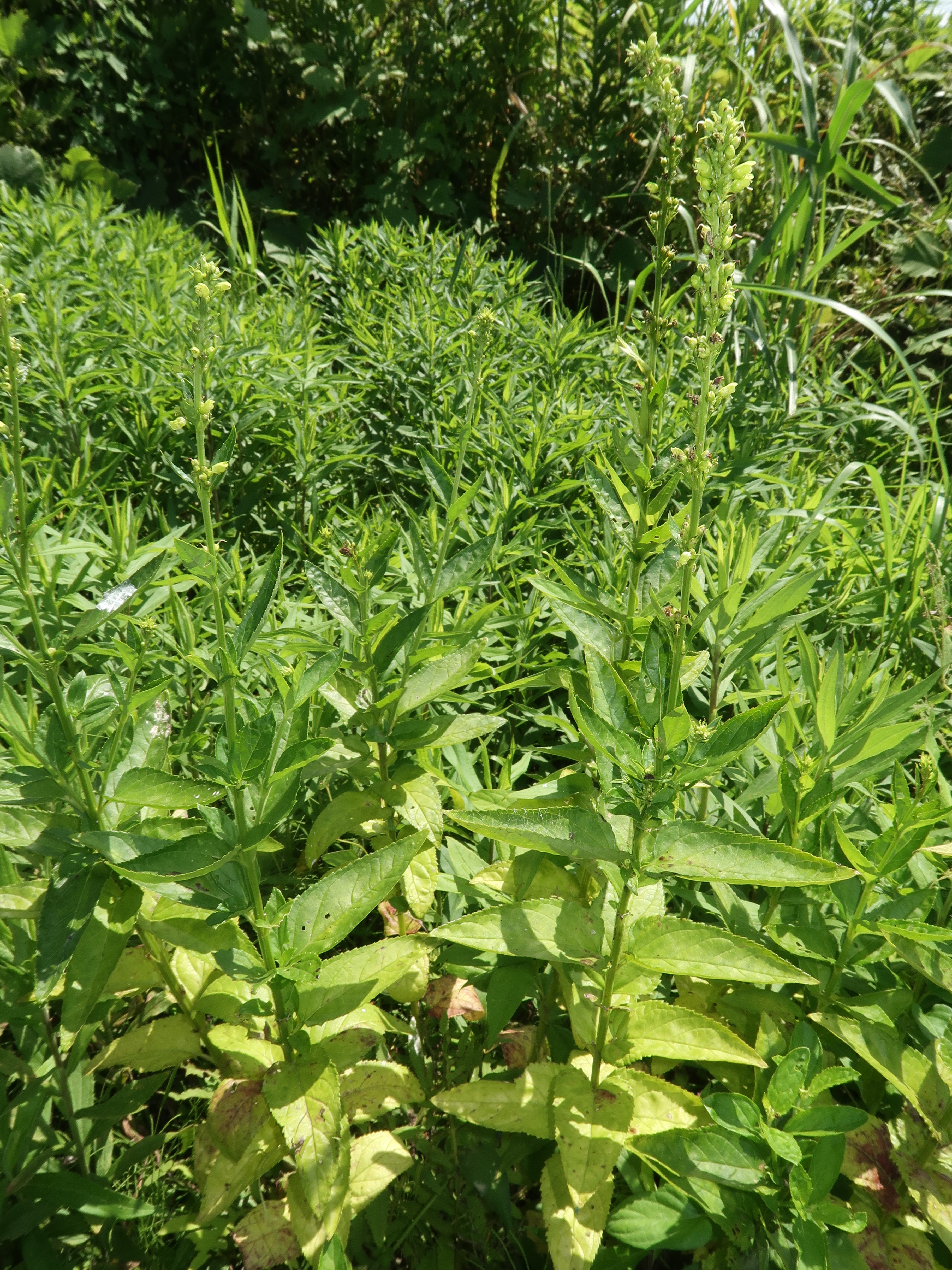
茎先に総状花序をつけ、緑色の花を密につける。
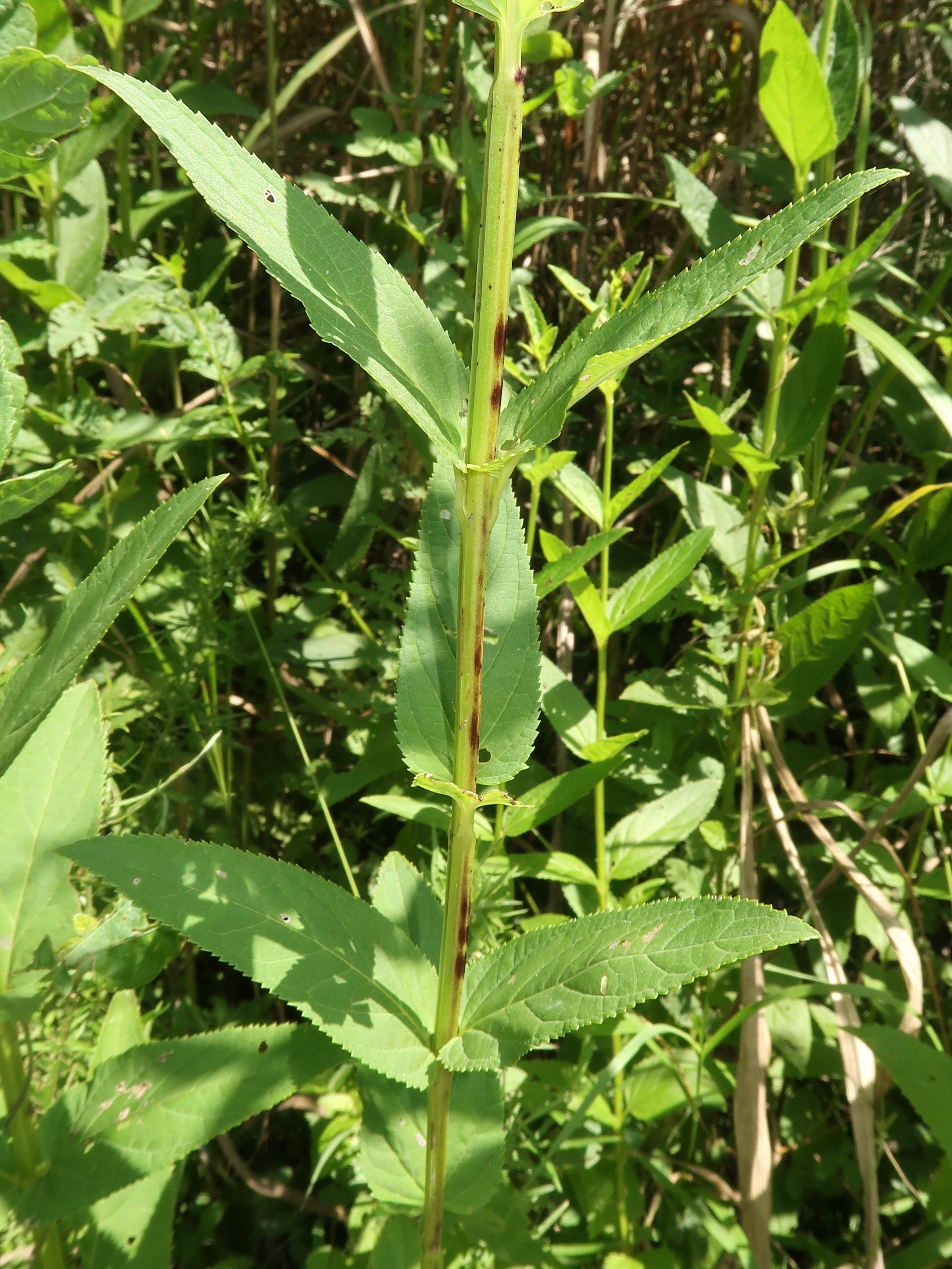
茎は四角で4稜があり、葉は対生する。